# 四条隆生
四条隆生（しじょう たかあり）は、江戸時代後期の公卿。

## 官歴
- 文化2年（1805年）：従五位下
- 文化4年（1807年）：従五位上
- 文化7年（1810年）：正五位下
- 文化8年（1811年）：侍従
- 文化10年（1813年）：正三位
- 文化11年（1814年）：参議
- 天保元年（1830年）：従二位
- 天保2年（1831年）：踏歌外弁
- 天保4年（1833年）：権中納言
- 天保5年（1834年）：正二位
- 嘉永2年（1849年）：権大納言

## 系譜
- 父：醍醐輝久
- 母：蜂須賀幸子 - 蜂須賀重喜の三女
- 養父：四条隆師
- 養父：四条隆考
- 妻：仙石慎子 - 仙石久道の娘
- 側室：家女房
  - 長男：四条隆美（1815-1834）
  - 次男：四条隆謌（1828-1898）
  - 三男：四条隆平（1841-1911）